# Скендер, Марин
Ма́рин Ске́ндер (хорв. Marin Skender; 12 августа 1979, Осиек, СФРЮ) — хорватский футболист, вратарь.

## Карьера
Марин Скендер — воспитанник школ «Олимпия» из Осиека и «Вуковара 91». С 2001 по 2009 годы выступал в команде «Осиек», в составе которой трижды завоёвывал звание лучшего вратаря Хорватии. В 2009 году перешёл в столичный «Загреб», но в основном составе клуба Марину закрепиться не удалось, проведя всего 13 матчей. В сезоне 2010/11 был в составе загребского «Динамо», однако ни разу не вышел на поле за «синих», и по окончании сезона покинул команду.

## Достижения
- Обладатель Кубка Грузии: 2012